# Abyssoberyx levisquamosus
Abyssoberyx levisquamosus is een straalvinnige vissensoort uit de familie van doornvissen (Stephanoberycidae). De wetenschappelijke naam van de soort is voor het eerst geldig gepubliceerd in 2005 door Merrett & Moore.